# قناة كوما-مانيتش
قناة كوما-مانيتش (بالروسية: Кумо–Манычский канал) هي قناة بحرية في كراي ستافروبول تصل بحر قزوين ببحر آزوف ، وبالتالي بالبحر الأسود.